# Nieuweroord
Nieuweroord est un village situé dans la commune néerlandaise de Hoogeveen, dans la province de Drenthe. Le 1er janvier 2004, le village comptait 510 habitants.